# Massachusetts Audubon Society
Die Massachusetts Audubon Society (kurz MassAudubon) ist eine 1896 gegründete gemeinnützige Naturschutzorganisation, die sich schwerpunktmäßig dem Vogelschutz widmet. Sie hat ihren Hauptsitz in Lincoln im Bundesstaat Massachusetts der Vereinigten Staaten. Sie verfügte 2013 über 100.000 Mitglieder und konnte Einnahmen in Höhe von knapp 21 Millionen US-Dollar erzielen. Mit diesen Ressourcen verwaltet sie in Kooperation mit über 14.000 freiwilligen Helfern in 55 ausgewiesenen Schutzgebieten eine Gesamtfläche von mehr als 140 km².

## Geschichte

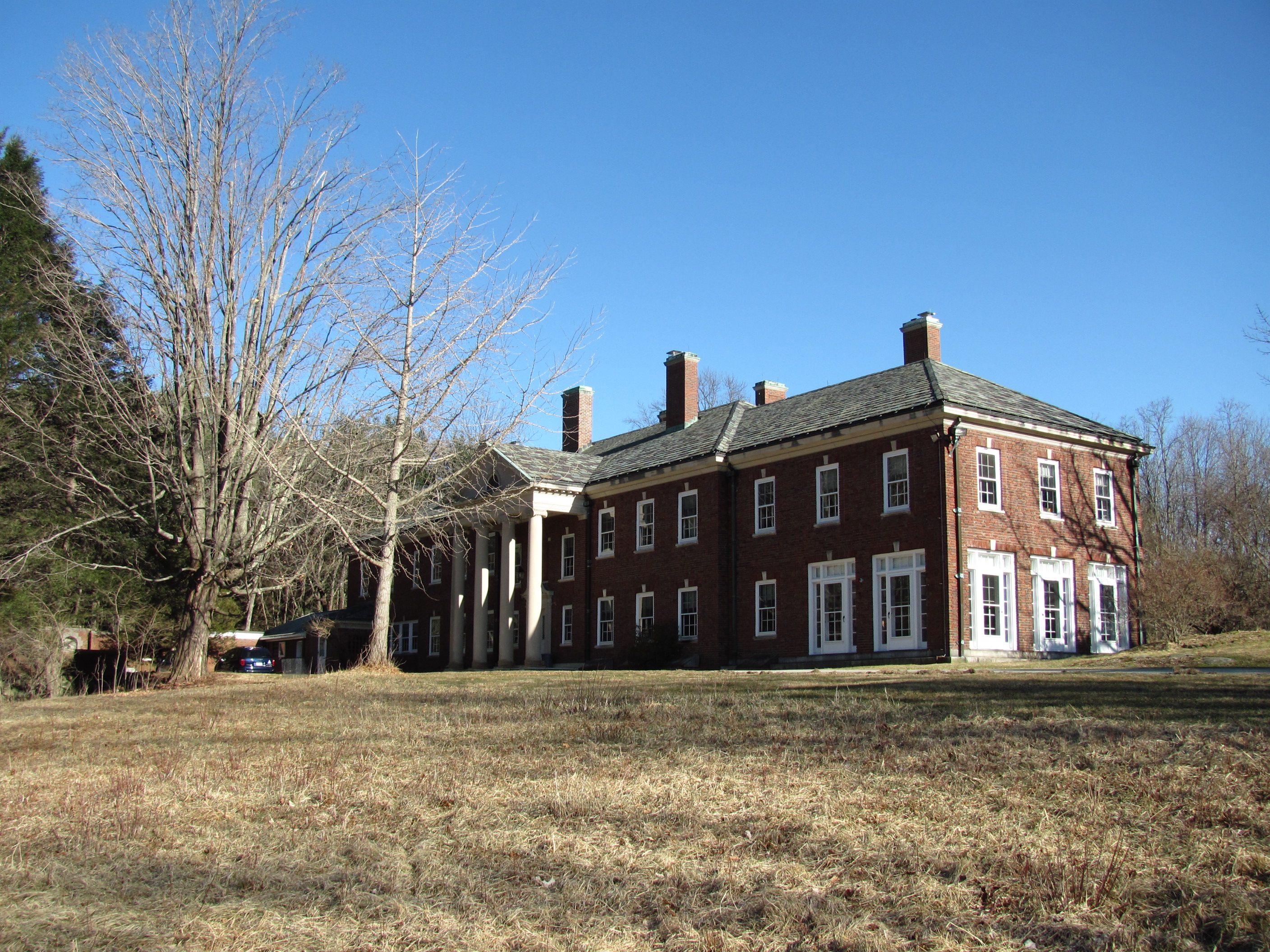
Verwaltungsgebäude der Organisation in Lincoln

Die nach dem Ornithologen John James Audubon benannte Organisation wurde 1896 von Harriet Hemenway und ihrer Cousine Minna B. Hall gegründet. Die beiden Frauen wollten etwas dagegen unternehmen, dass die Vogelfedern, mit denen sie ihre Hüte schmückten, größtenteils mit brutalen Methoden und ohne Rücksichtnahme gewonnen wurden, und fanden schnell weitere interessierte Frauen und Männer. Die Bezeichnung „Audubon Society“ übernahmen sie dabei von der 1886 in New York City von George Bird Grinnell gegründeten Vorläuferorganisation der heutigen National Audubon Society. Da diese jedoch bereits kurz nach ihrer Gründung wieder aufgelöst wurde, ist heute die Massachusetts Audubon Society die älteste Vogelschutzorganisation der Vereinigten Staaten. Weltweit betrachtet sind lediglich die englischen Vereinigungen Selborne Society (gegründet 1895) und Royal Society for the Protection of Birds (gegründet 1889) länger aktiv. In den USA diente MassAudubon als Vorbild für die Gründung ähnlicher Organisationen auch in den anderen Bundesstaaten und führte 1905 zur Neugründung der National Audubon Society.
Bereits kurz nach ihrer Gründung unterstützten die Organisation namhafte US-amerikanische Wissenschaftler wie Edward Howe Forbush, George Mackay und Charles Sedgwick Minot, der an der Universität Harvard über gute Beziehungen zum Biologen Louis Agassiz verfügte. William Brewster wurde als erster Präsident der Society gewählt und war von 1896 bis 1913 im Amt. Diese Personalie verhalf der MassAudubon zur sofortigen nationalen Bekanntheit, was die Gründerinnen um Harriett Hemenway auch beabsichtigt hatten, da in jedem der damals 48 Bundesstaaten der USA Federschmuck an Damenhüten – je mehr und von je exotischeren Vögeln, desto besser – in Mode war. In der Folge wurden auch in anderen Bundesstaaten ähnliche Vogelschutzorganisationen gegründet.
Die umfangreichen politischen Anstrengungen der MassAudubon führten bereits 1897 zu einem Gesetz, das den Handel mit Federn von Wildvögeln in Massachusetts untersagte. Der Senator George Frisbie Hoar brachte 1898 im Kongress der Vereinigten Staaten einen Gesetzesentwurf ein, der innerhalb der USA den Handel und Transport sowie den Im- und Export von Federn verbieten sollte. Der Entwurf wurde jedoch abgelehnt. Zwei Jahre später reichte der aus Iowa stammende Kongressabgeordnete John F. Lacey einen weiteren Entwurf zu diesem Thema ein, der sich inhaltlich darauf beschränkte, den Transport von Tieren bzw. von Tierprodukten zwischen den Bundesstaaten zu verbieten, wenn diese unter Missachtung der Gesetze des exportierenden Bundesstaates getötet worden waren. Dieser Entwurf wurde angenommen und in ein gültiges Gesetz überführt, das heute als Lacey Act of 1900 bekannt ist. Das neue Gesetz wurde mit der Unterstützung von Außendienstmitarbeitern durchgesetzt, und der Umstand, dass Theodore Roosevelt – Freund der Minot-Familie und zudem ehemaliges Mitglied des von Brewster geleiteten Nuttall Ornithological Club – im Jahr 1901 zum Präsidenten der Vereinigten Staaten gewählt wurde, trug ebenfalls positiv zur Umsetzung bei.

## Finanzen
Von Beginn an war die Society auf Spenden angewiesen. Der Bericht des Schatzmeisters aus dem Jahr 1897 weist Einnahmen von 3.322,12 US-Dollar (heute ca. 112.000 Dollar) sowie Ausgaben in Höhe von 1.317,93 Dollar (heute ca. 44.400 Dollar) aus, was auf ein großes Interesse in der Bevölkerung schließen lässt. Der Finanzbericht für das Fiskaljahr 2013 offenbart hingegen bei Einnahmen von knapp 21 Mio. Dollar einen operativen Verlust in Höhe von fast 250.000 Dollar. Durch Zusatzeinnahmen aus Erbschaften konnte dieser jedoch in ein positives Gesamtergebnis umgewandelt werden. Über 70 % ihrer Mittel wendete die Organisation für den Unterhalt ihrer Schutzgebiete und Bildungsprogramme auf.

## Strategische Ziele
MassAudubon ist der Ansicht, dass eine immer weiter abnehmende Verbindung der Menschen zur Natur, der fortschreitende Verlust an natürlichen Lebensräumen sowie der Klimawandel drei elementare Bedrohungen für die Umwelt in Massachusetts darstellen und hat diese Themenfelder als Arbeitsschwerpunkte der Society definiert. Den Herausforderungen möchte die Organisation mit vier strategischen Zielen entgegentreten, die in einem „Strategieplan 2015“ festgehalten wurden: Die Menschen sollen wieder stärker an die Natur herangeführt, der Schutz der Lebensräume soll ausgebaut, auf den Klimawandel soll eine Antwort gefunden und die Kapazität der Organisation soll weiter ausgebaut werden.

## Schutzgebiete

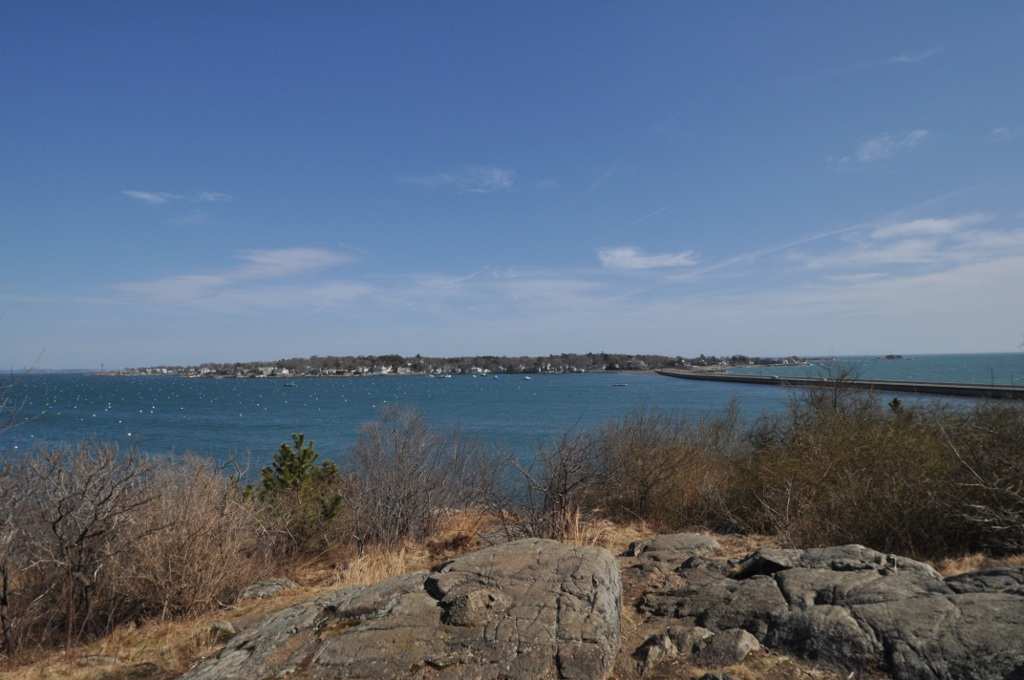
Das Marblehead Neck Wildlife Sanctuary in Marblehead

Die Massachusetts Audubon Society unterhält insgesamt 55 Schutzgebiete, die sie durchgängig als wildlife sanctuaries bezeichnet. Das größte Schutzgebiet ist das 1.971 Acres (8 km²) umfassende Moose Hill Wildlife Sanctuary bei Sharon, das Nahant Thicket Wildlife Sanctuary in Nahant ist mit einer Fläche von lediglich 4 Acres (1,6 ha) das kleinste.